# Straat Wetar
Straat Wetar (Indonesisch:Selat Wetar) is een zeestraat tussen Indonesië en Oost-Timor en is deel van de grens tussen deze twee landen. De zeestraat scheidt het Indonesische eiland Wetar in het noorden, van oostelijk Timor in het zuiden. De zeestraat is op het smalste deel 50 kilometer breed. Ten westen ligt het eiland Atauro en de Straat Ombai. Ten oosten ligt de Bandazee en de zuidelijke Molukse eilanden.